# Hans Gross
Hans Gross (Graz, 26 de diciembre de 1847 - 9 de diciembre de 1915), considerado uno de los primeros difusores de la criminalística.

## Biografía
Nació en Graz, ciudad austríaca caracterizada por una extraordinaria actividad académica universitaria.
Ya siendo estudiante de derecho había hecho notar la ausencia de herramientas que aplicaran conocimientos científicos y prácticos para resolver las cuestiones criminales, tal cual lo escribiera luego en su obra traducida como “Manual del Juez de Instrucción”.
En 1869 comienza su carrera como juez de instrucción y a lo largo de los siguientes 20 años recopiló, sistematizó y volcó toda su experiencia e ideas en su manual “Handbuch für Untersuchungsrichter als System der Kriminalistik” (Manual del Juez como Sistema de Criminalística), que vio la luz en 1893.
En él, describía como “Criminalística” a ese cúmulo de conocimientos, auxiliares del derecho, que definía como “el análisis sistemático de las huellas dejadas por el culpable”, virando la metodología de la investigación del hecho a los datos que aportaban las evidencias físicas, mucho más confiable que el testimonio de testigos.
Esta metodología propuesta suponía conocimientos, por parte del juez, que eran de esperar en los médicos legistas y químicos forenses, pero también aportes originales, como el examen del lugar del hecho, de documentos, la búsqueda de huellas de todo tipo, etc., para lo cual también describió el “Bolso de la Comisión”, muy similar a los equipos modernos para el procesamiento de la escena del delito.
En 1896 el mismo Dr. Gross recopiló, clasificó y describió una gran variedad y número de objetos relacionados directa e indirectamente con la labor del juez de instrucción, y creó el “Museo Criminológico de la Universidad de Graz”
En 1912 se inauguró por fin el "Real e Imperial Instituto de Criminología de la Universidad de Graz", único a escala mundial.
En resumidas cuentas se puede decir que Hans Gross en su momento revolucionó la investigación científica. Los resultados de su trabajo fueron determinantes hasta bien entrado el siglo XX y su método científico, conocido bajo el nombre de "escuela criminológica de Graz", le hizo famoso en todo el mundo.

## Literatura
- Hans Gross : Werke des Wissenschaftlers und Arbeiten über ihn aus den Bücherbeständen der wissenschaftlichen Bibliothek der Nationalen Jurij Fedkowytsch Universität Czernowitz. Zum 100. Todestag. Bibliografisches Verzeichnis M.P. Djatschuk, R.W. Sabadasch, N.M. Sahorodna: / Hrsg. von S. I. Neshurbida, M. P. Djatschuk, R. W. Sabadasch, N. M. Sahorodna. Wissenschaftliche Redaktion: S. I. Neshurbida, E. D. Skulysh. Einleitende Artikel: S. I. Neshurbida, K. Probst. – Czernowitz, Knyhy - XXI, 2015. – 222 S. – Serie „Wissenschaftler der Universität Czernowitz“, ISBN 978-617-614-106-8
- Sergij Neshurbida: Hans Gross an der Franz-Josephs-Universitat Czernowitz (1899-1902): Leben Arbeit und wissenschaftliche Tatigkeit. In: Christian Bachhiesl, Sonja Bachhiesl, Johann Leitner (Hg.). Kriminologische Entwicklungslinien: Eine interdisziplinare Synopsis. LIT Verlag, S. 97-116.
- Sergei Nezhurbida: До 600-річчя м. Чернівці. Курс криміналістики для офіцерів-інструкторів австрійської жандармерії / Пер. з нім. П.Жуковський. Наукова редакція перекладу і передмова С.І.Нежурбіди // Науковий вісник Чернівецького університету: Збірник наук. праць. Вип. 427: Правознавство. – Чернівці: Рута, 2007. – 128 с. – С.5-10.
- Sergei Nezhurbida:Ганс Гросс: людина, вчений, вчитель // Вісник Академії прокуратури України. – 2006. - N.º 3. – С.119-123.
- Sergei Nezhurbida, П.В. Жуковський :Курс криміналістики Ганса Гроcса для офіцерів-інструкторів австрійської жандармерії // Кримінальне право України. – 2006. - №10. – С.51-54
- Каэмпфферт В. Властелин преступления и как он действует / пер. с англ. Сергей Нежурбида // Криминалистъ первопечатный. – 2016. - N.º 12. – С. 138-157.

- Datos: Q112222
- Multimedia: Hans Groß / Q112222